# Ciuflești, Căușeni
Ciuflești este un sat din raionul Căușeni, Republica Moldova.

## Dicționarul Geografic al Basarabieide Zamfir Arbore
Ciuflești, sat, în jud. Bender, volostea Căinări, așezat într-un hârtop, din dreapta văii Ceaga. Dealul dinspre S.-E. are o înălțime de 118,2 stânj. deasupra n.m. Are 120 case, cu o populație de 825 suflete; 500 vite mari.

## Demografie

### Structura etnică
Structura etnică a localității conform recensământului populației din 2004:
| Grup etnic                                               | Populație | % Procentaj  |
| -------------------------------------------------------- | --------- | ------------ |
| Băștinași declarați Moldoveni Băștinași declarați Români | 1295 7    | 98,18% 0,53% |
| Ruși                                                     | 7         | 0,53%        |
| Găgăuzi                                                  | 6         | 0,45%        |
| Ucraineni                                                | 3         | 0,23%        |
| Alții                                                    | 1         | 0,08%        |
| Total                                                    | 1319      |              |

## Administrație și politică
Componența Consiliului local Ciuflești (9 consilieri), ales la 5 noiembrie 2023, este următoarea:
|  | Partid                                | Consilieri | Componență | Componență | Componență | Componență | Componență | Componență | Componență | Componență |
|  | ------------------------------------- | ---------- | ---------- | ---------- | ---------- | ---------- | ---------- | ---------- | ---------- | ---------- |
|  | Partidul Liberal Democrat din Moldova | 8          |            |            |            |            |            |            |            |            |
|  | Partidul Social Democrat European     | 1          |            |            |            |            |            |            |            |            |